# Villogorgia timorensis
Villogorgia timorensis är en korallart som beskrevs av Nutting 1910. Villogorgia timorensis ingår i släktet Villogorgia och familjen Plexauridae. Inga underarter finns listade i Catalogue of Life.